# Йонстон, Ян
Ян Йонстон, Джон Джонстон (пол. Jan Jonston, англ. John Johnston, нем. Johannes Jonston; 3 сентября 1603, Шамотулы — 8 июня 1675, Легница) — европейский врач и естествоиспытатель.

## Биография
Происходил из шотландского рода, осевшего в Польше, где Йонстон провел детство и юность. В 1622 уехал в Шотландию изучать философию и древнееврейский язык. Служил домашним учителем в знатных семьях Британии, затем изучал медицину в университетах Франкфурта-на-Одере, Виттенберга, Лейпцига, путешествовал по Англии, Нидерландам, Италии, Франции; защитил докторскую диссертацию в Лейденском университете в 1634. В 1636 вернулся в Польшу и поселился в городе Лешно, служил домашним и городским врачом, близко дружил с жившим здесь же Яном Амосом Коменским. С наступлением шведской армии в 1656 перебрался южнее, в Любин, где и жил до конца дней.

## Труды
Йонстон оставил большое количество научных трудов, в том числе энциклопедического характера. Многократно переиздавалось начиная с 1630 его сочинение «Описание чудес природы» (лат. «Thaumatographia naturalis»; английский перевод 1657), десять глав которого посвящены соответственно небесным телам, химическим элементам, метеорам, минералам, растениям, птицам, четвероногим животным, насекомым, рыбам и человеку. В 1633 Йонстон опубликовал трактат «Постоянство природы» (лат. «Naturae constantia»; английский перевод 1657), посвященный доказательству, что мир не приходит в упадок ни в каком отношении — ни в природе, ни в человеческом существовании, включая науку и искусство, — а также сочинение «Абсолютная идея универсальной практической медицины» (лат. «Idea universae medicinae practicae libris VIII absoluta») и труд «Основы всеобщей истории, светской и церковной» (лат. «Sceleton historiae universalis civilis et ecclesiasticae»).
Сочинение Йонстона «Всеобщее обозрение естественной истории» (лат. «Theatrum universale historiae naturalis», 1650—1653), основанное на материалах Конрада Гесснера, стало, наряду с сочинениями Гесснера и Улиссе Альдрованди, одной из крупнейших энциклопедий природы периода Ренессанса и барокко. Семь томов энциклопедии были посвящены соответственно: птицам; обитающим в воде бескровным (Exsanguinis aquaticis); рыбам и китам; четвероногим; насекомым; змеям; дополнительный седьмой том был посвящён насекомым, змеям и драконам. Энциклопедия Йонстана сохраняла широкую популярность в научном мире и многократно издавалась в разных странах Европы до конца XVIII века.
След медицинских исследований Йонстона сохранился в иногда встречающемся названии очаговой алопеции (лат. alopecia areata sive circumscripta): алопеция Йонстона (лат. Area Jonstoni).